# Two California Plaza
Il Two California Plaza è un grattacielo di 229 metri circa situato al 350 South Grand Avenue, nel distretto di Bunker Hill a Los Angeles. L'edificio fa parte del California Plaza Project, che comprende un altro grattacielo: il One California Plaza.
Il TCP ospita il MOCA (Los Angeles Museum of Contemporay Art), la Colburn School of Performing Arts, il Los Angeles Omni Hotel e una piscina di 1,5 acri.